# Auf eigene Gefahr (Fernsehserie)
Auf eigene Gefahr ist eine Fernsehserie der ARD. Eine Reporterin wird in Kriminalfälle verwickelt und klärt auf. Drei Staffeln wurden 1993, 1996 und 2000 dienstags um 20.15 Uhr ausgestrahlt.

## Handlung
Die energische Reporterin Anna Marx (Thekla Carola Wied), eigentlich zuständig für die Gesellschaftskolumne ihrer Zeitung, wird dank ihrer Neugier und ihres Spürsinns immer wieder in Kriminalfälle hineingezogen. Meist beginnen ihre Fälle ganz harmlos. Beispielsweise wird während eines Interviews eine Starautorin entführt, während des Besuchs eines italienischen Restaurants werden das Inventar verwüstet und die Gäste zusammengeschlagen und ein heiterer Flirt aus Neugier endet mit einem tödlichen Autounfall unter dubiosen Umständen. Anna Marx ist zunächst in Bonn für eine große Tageszeitung tätig, nach dem Regierungsumzug wird sie nach Berlin versetzt, um dort die Redaktion zu leiten. Während der drei Staffeln wechseln ihre privaten Beziehungen und ihre Partner in der Redaktion und bei der Polizei.

## Schauspieler und Rollen
Die folgende Tabelle zeigt die Hauptdarsteller der Serie. In weiteren Rollen traten unter anderen Doris Kunstmann, Rolf Becker, Gunter Berger, Heinz Hoenig, Harald Leipnitz, Karl Michael Vogler, Julia Brendler, Hans Peter Hallwachs, Rolf Hoppe, Dietmar Schönherr, Wotan Wilke Möhring und Klaus Wildbolz auf.
| Schauspieler       | Rolle                | Folgen |
| ------------------ | -------------------- | ------ |
| Thekla Carola Wied | Anna Marx            | 39     |
| Nikol Voigtländer  | Chefredakteur Gruber | 38     |
| Jaecki Schwarz     | Boris Beckmann       | 23     |
| Walter Kreye       | Erwin Peters         | 17     |
| Roland Schäfer     | Philip Handke        | 22     |
| Jennipher Antoni   | Phips Gall           | 12     |
| Michael Brandner   | Kolli Kollberg       | 12     |
| Max Herbrechter    | Heiner Höfs          | 12     |
| Ludger Pistor      | Assistent Krüger     | 12     |
| Ulrich Pleitgen    | Hermes               | 8      |

## Regie und Drehbuch
Für die Regie der einzelnen Episoden waren unter anderen Dieter Berner, Markus Imboden, Wolfgang Panzer, Frank Strecker und Stefan Lukschy zuständig. Zu den Drehbuchautoren gehörten Matthias Herbert, Axel Götz, Wolfgang Panzer, Stefan Lukschy und Marlies Ewald. Grundlage waren eigentlich die Kriminalromane von Christine Grän um die Klatschreporterin Anna Marx. In den Filmen war aus der chaotischen Reporterin mit Rubensfigur aber eine brave schlanke Journalistin geworden, weshalb es zu Prozessen zwischen der Filmproduzentin und der Autorin um die Urheberrechte kam, die Grän letztlich verlor.

## Episoden

### Staffel 1
| Folge | Titel                                | Erstausstrahlung  |
| ----- | ------------------------------------ | ----------------- |
| 1     | Pech im Spiel…und Glück in der Liebe | 10. Oktober 1993  |
| 2     | Klatsch mit Folgen                   | 12. Oktober 1993  |
| 3     | Im Wein liegt Wahrheit               | 19. Oktober 1993  |
| 4     | Die Frau aus Deutschland             | 26. Oktober 1993  |
| 5     | Schöne Konkurrenz                    | 2. November 1993  |
| 6     | Der verlorene Sohn                   | 9. November 1993  |
| 7     | Import aus Senegal                   | 16. November 1993 |
| 8     | Die Eisprinzessin                    | 23. November 1993 |
| 9     | Der Staatsbesuch                     | 30. November 1993 |
| 10    | Alte Feindschaft                     | 7. Dezember 1993  |
| 11    | Die Caviar Connection                | 14. Dezember 1993 |
| 12    | Muttergefühle                        | 21. Dezember 1993 |
| 13    | Die Katze                            | 28. Dezember 1993 |

### Staffel 2
| Folge | Titel                               | Erstausstrahlung |
| ----- | ----------------------------------- | ---------------- |
| 14    | Nachwuchssorgen                     | 9. April 1996    |
| 15    | Der Tod eines Richters              | 16. April 1996   |
| 16    | Belästigungen                       | 23. April 1996   |
| 17    | Alles hat einen Anfang              | 30. April 1996   |
| 18    | Wer die Wahl hat                    | 7. Mai 1996      |
| 19    | Alpträume                           | 14. Mai 1996     |
| 20    | Zu keiner Zeit                      | 21. Mai 1996     |
| 21    | Bombengeschäfte                     | 28. Mai 1996     |
| 22    | Polizeiliche Beobachtung            | 18. Juni 1996    |
| 23    | Amateure                            | 25. Juni 1996    |
| 24    | Haustürgeschäfte                    | 2. Juli 1996     |
| 25    | Mafia                               | 9. Juli 1996     |
| 26    | Die Polizei, dein Freund und Helfer | 16. Juli 1996    |

### Staffel 3
| Folge | Titel              | Erstausstrahlung  |
| ----- | ------------------ | ----------------- |
| 27    | Berliner Luft      | 6. Juni 2000      |
| 28    | Das Collier        | 13. Juni 2000     |
| 29    | Ladendiebe         | 20. Juni 2000     |
| 30    | Maschas linke Hand | 27. Juni 2000     |
| 31    | Ophelias Rache     | 4. Juli 2000      |
| 32    | Bis dass der Tod…  | 11. Juli 2000     |
| 33    | Bei aller Liebe    | 18. Juli 2000     |
| 34    | Alle hundert Jahre | 25. Juli 2000     |
| 35    | Der V-Mann         | 1. August 2000    |
| 36    | Tod eines Sheriffs | 8. August 2000    |
| 37    | Sternstunde        | 15. August 2000   |
| 38    | Mieses Spiel       | 29. August 2000   |
| 39    | Raubritter         | 5. September 2000 |

## DVD-Veröffentlichungen
Die ersten beiden Staffeln wurden am 26. September und 24. Oktober 2008 von inakustik auf DVD veröffentlicht.